# Ferula armandi
Ferula armandi là một loài thực vật có hoa trong họ Hoa tán. Loài này được Mouterde mô tả khoa học đầu tiên năm 1953.